# Juha Korkeaoja
Juha Sakari Korkeaoja, född 11 januari 1950 i Kumo, är en finländsk politiker (Centern). Han var Finlands jord- och skogsbruksminister 2003–2007.
Korkeaoja utexaminerades 1976 från Helsingfors universitet. Han studerade till agronom och har varit verksam som jordbrukare. Korkeaoja var ledamot av Finlands riksdag från Satakunta valkrets 1991–2011.